# Janus Robberts
Janus Robberts (Louis Trichardt, província de Limpopo, 10 de março de 1979) é um atleta sul-africano que compete principalmente no lançamento de peso e, por vezes, no lançamento de disco.

## Carreira
Começou bem cedo a fazer-se notar nas competições internacionais de lançamentos do disco e do peso. Neste último, foi mesmo recordista mundial júnior e medalha de prata no Campeonato Mundial Júnior de Atletismo de 1998. Nos Jogos Olímpicos de Sydney 2000, com apenas 21 anos de idade, Robberts ficou em sétimo lugar na final, atrás de nomes consagrados tais como Arsi Harju, Adam Nelson, John Godina, Yuri Bilonoh e Manuel Martínez.
Foi campeão nacional de arremesso do peso em 1998, 2004-2006 e 2009.
A sua melhor marca pessoal no arremesso de peso, obtida em Eugene em 2001, é 21.97 m, constituindo o atual recorde africano da especialidade. No arremesso do disco, o seu recorde pessoal é 62.37 m.